# Perpetua Barjau Martín
Perpetua Barjau Martín (Valencia, 24 de marzo de 1902 - 9 de enero de 1991), también conocida como Peua, fue una modista y maestra española. Casada con el escritor Max Aub, compartió su exilio en México y conservó su legado hasta su muerte.

## Biografía

### Primeros años
Hija de María Martín Caruana e Ignacio Barjau. Estudió piano y magisterio. 

### Matrimonio y vida con Max Aub
El 3 de noviembre de 1926 se casó con Max Aub; a partir de ese momento todas las biografías de Max Aub la retratan como inseparable compañera del escritor en el ambiente intelectual y artístico de la Valencia de los años 1930.
En 1936 el escritor se trasladó a París como agregado cultural de la embajada de España. Peua y sus hijas lo siguieron al año siguiente. En la capital francesa, Peua compaginó la vida intelectual y social desarrollando sus habilidades como sastra y diseñadora para una conocida casa francesa de lencería.
La derrota de la causa republicana española, y el encarcelamiento de su marido en 1940, hizo que regresasen a la Valencia de la posguerra, mientras Aub se encontraba preso. Habiendo sido confiscada su casa familiar de la calle Almirante Cadarso, Peua y sus hijas se instalaron con la abuela en la calle Maestro Gozalbo.
En 1946, después de diversas peripecias, Max Aub las reclamó a México. En la capital mexicana, Peua recuperó sus habilidades de modista, llegando a diseñar el vestuario de la adaptación de Rivas Cherif de La vida es sueño, y a las órdenes de Miguel Prieto. Muerto Max Aub en 1972, ella y su hija Elena custodiaron el legado del escritor. 

## Muerte
El 9 de enero de 1991, Barjau Martín falleció en Ciudad de México a los 88 años de edad. Su cuerpo y el de su esposo Max Aub fueron enterrados en el Panteón Español, ubicado en la misma ciudad. Luego de su muerte, los papeles, la biblioteca y el archivo de Aub volvieron al archivo valenciano de Segorbe.